# Абу Салех Мухаммед Мустафізур Рахман
Абу Салех Мухаммад Мустафізур Рахман (8 січня 1934, Ранабійойпурі, Багерхат, Східна Бенгалія) — був підполковником в армії Бангладеш, колишнім членом парламенту та міністром закордонних справ Бангладеш (1991—1996).

## Життєпис
Народився 8 січня 1934 року в Ранабійойпурі, Багерхат, Східна Бенгалія. Навчався в колегіальній школі Сент-Ксав'є в Колката, Західна Бенгалія. Він продовжив навчання у школі Св. Григорія в Даці, Східна Бенгалія, а згодом вступив до коледжу Дакки. Закінчив університет Пешавара.
Рахман приєднався до армії Пакистану в якості кадета у 1952 р. та отримав призначення 13 березня 1955 р. в П'ятий полк у Белах. У 1956 році його обрали офіцером артилерії. Працював у відділенні детективних служб «Інтер». Він закінчив ступінь ПВК в Командно-штабному коледжі в Кветті, Пакистан у 1962 році. Після отриманні незалежності Бангладеш він приєднався до армії Бангладеш і був підвищений у підполковники у 1973 році. Він звільнився зі служби незабаром після цього.
Рахман розпочав свою політичну кар'єру після виходу з армії. Президент Зяур Рахман призначив його керівником Міністерства внутрішніх справ у 1977 році. У 1978 році він став міністром закордонних справ. У 1979 році його обрали до парламенту від Багерхат-2 від Національної партії Бангладеш. він обіймав посаду міністра внутрішніх справ до 27 листопада 1981 року. Він був міністром комерції у кабінеті Абтаса Сатара. Він був обраний генеральним секретарем Бангладешської націоналістичної партії в 1985 році.
У 1991 році він був обраний до парламенту і згодом обіймав посаду міністра закордонних справ з березня 1991 року по березень 1996 року. Він обіймав посаду президента Ротарі Клубу Гульшана та ади управління крикетом. Він був колишнім головою Національної ради з контролю за спортом та Спортивних клубів «Мухаммед» та «Братського союзу». У 1993 році він отримав медаль Гавангва від уряду Південної Кореї.